# لويس بريفوست
لويس بريفوست هو مجدف كندي، ولد في 17 يناير 1954 في مونتريال في كندا.

## وصلات خارجية
- لويس بريفوست على موقع الاتحاد الدولي للتجديف (الإنجليزية)
- لويس بريفوست على موقع اللجنة الأولمبية الدولية (الإنجليزية)
- لويس بريفوست على موقع أوليمبيديا (الإنجليزية)